# Ovarian-Remnant-Syndrom
Als Ovarian-Remnant-Syndrom (Eierstockrest-Syndrom) bezeichnet man ein Krankheitsbild, das infolge verbliebener Reste der Eierstöcke nach einer Eierstockentfernung (Ovariektomie) entsteht. Es kann entweder durch unvollständige Entfernung der Eierstöcke (dann besser als Residual-Ovary-Syndrom zu bezeichnen) oder durch in der Bauchhöhle verbliebenes versprengtes (ektopes) Eierstockgewebe entstehen. Die Häufigkeit beträgt bei kastrierten Hündinnen etwa 1,8 %.

## Klinik
Bei der Frau äußert sich das Ovarian-Remnant-Syndrom in dauerhaften oder regelmäßig wiederkehrenden Unterleibsschmerzen. Harnwegsprobleme, Schwäche, Fieber, Übelkeit, vaginale Blutungen und Schmerzen beim Stuhlgang können ebenfalls auftreten.
Bei Hündinnen und Katzen tritt trotz Kastration erneut eine Läufigkeit bzw. Rolligkeit wie bei intakten Tieren auf. Bei Hündinnen entwickeln sich häufig Scheinträchtigkeiten oder eine Stumpfpyometra. Zudem kann sich bei Hündinnen aus Eierstockresten ein Granulosazelltumor mit Läufigkeitssymptomen, Anbildung der Milchdrüsen, Hautproblemen, Knochenmarksdepression und Endometriumhyperplasie entwickeln. Insgesamt ist das Syndrom bei Katzen häufiger als bei Hunden, und es handelt sich nahezu ausschließlich um Operationsfehler (unvollständige Eierstockentfernung), ektopes Gewebe ist sehr selten.

## Diagnostik

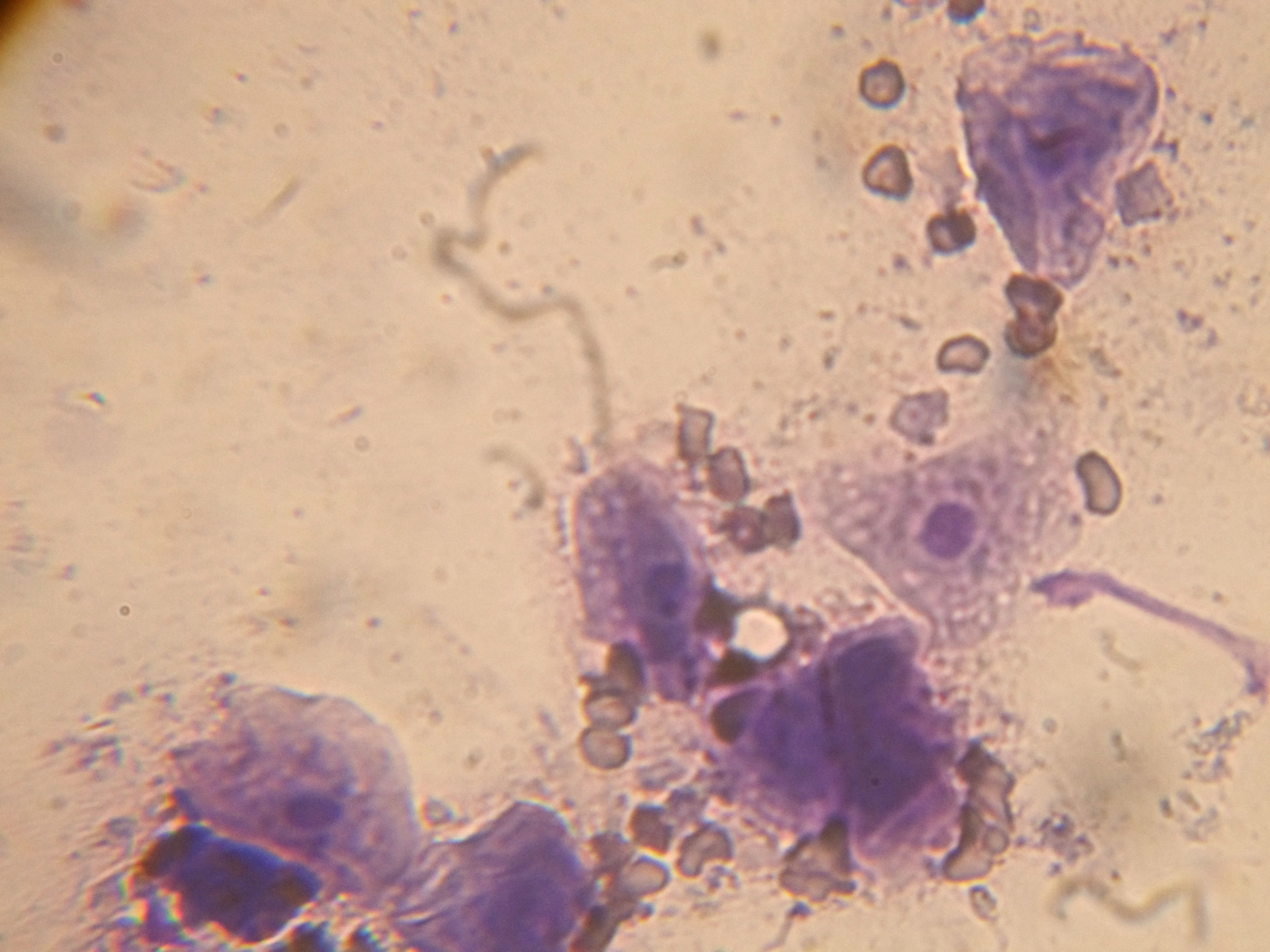
Vaginalzytologisches Bild einer Hündin mit Ovarian-Remnant-Syndrom: Typisches Zellbild später Proöstrus (Intermediärzellen, Superfizialzellen und Erythrozyten)

Klinisch ist ein Ovarian-Remnant-Syndrom so gut wie nicht abzuklären. Das Auftreten einer Scheinträchtigkeit ist aber ein starkes Indiz, da diese ausschließlich Progesteron-abhängig ist. Ovarrestgewebe kann durch Sonografie oder Magnetresonanztomographie, gegebenenfalls nach Verabreichung von Clomifen 10 Tage vor der Untersuchung dargestellt werden. Die sonografische Darstellung kann aber, vor allem wenn es sich um versprengtes Eierstockgewebe handelt, schwierig bis unmöglich sein.
Labordiagnostisch sind vor allem erhöhte Spiegel von Estrogenen oder Progesteron entsprechend dem normalen Sexualzyklus nachweisbar. Ein basaler Progesteronwert kann aber auch bei vorhandenem Eiserstockgewebe auftreten wenn eine Hündin im Anöstrus ist. Auch die Bestimmung von FSH und LH ist möglich, da die Spiegel beider Hormone aufgrund der fehlenden negativen Rückkopplung durch die Eierstockshormone bei vollständig kastrierten Hündinnen erhöht sind. Zum Ausschluss des physiologischen LH-Peaks kurz vor dem Eisprung ist eine zweite LH-Bestimmung nach einigen Tagen notwendig. Schließlich kann der Nachweis von Anti-Müller-Hormon mittels ELISA genutzt werden, da dieses Hormon ausschließlich im Eierstock gebildet wird.
Die Messung von Östrogenen ist in der Tiermedizin nicht praktikabel, ihr Effekt kann aber mittels Vaginalzytologie nachgewiesen werden. Ist diese nicht eindeutig, sollte sie nach einem Ovar-Stimulationstest wiederholt werden. Alternativ kann der Progesteronspiegel 5 bis 7 Tage nach dem vermuteten Follikelsprung gemessen werden. Gegebenenfalls kann der Follikelsprung auch mit hCG oder GnRH ausgelöst werden. Progesteronwerte über 2 ng/ml (6,4 nmol/l) sind beweisend für das Vorhandensein von Gelbkörpern und damit hormonell aktivem Eierstockgewebe.
Differentialdiagnostisch muss vor allem ein eventueller Kontakt mit weiblichen Sexualhormonen vorberichtlich genau erfragt werden. Die Aufnahme von Antibabypillen durch das Tier oder auch der Kontakt mit östrogenhaltigen Cremes und Sprays können ebenfalls eine Läufigkeit auslösen.

## Therapie

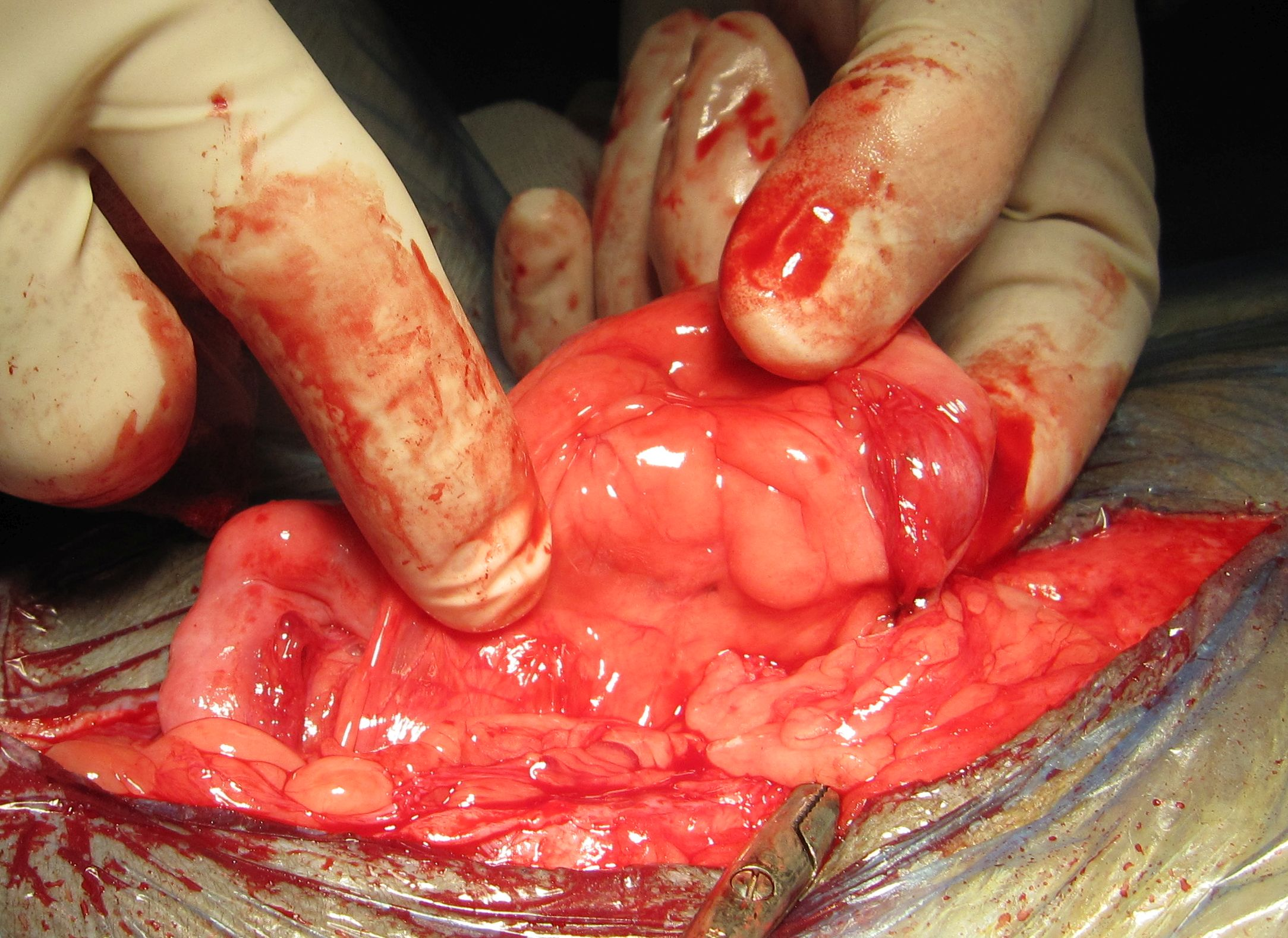
Ovarrest (unterhalb des Daumens), OP-Situs

Die Therapie besteht in der chirurgischen Entfernung des Restgewebes.
Die Operation sollte bei Hunden und Katzen während der hormonell aktiven Phase (Läufigkeit oder Metöstrus) erfolgen, da das Eierstockgewebe dann aufgrund der Eierstockfollikel bzw. Gelbkörper besser auffindbar ist.